# Edificio Ferrocarriles del Estado
El edificio de Ferrocarriles del Estado es una gran construcción de estilo racionalista. Hoy funciona en él la Cámara Nacional de Apelaciones en lo Penal Económico, y se encuentra en la zona del Puerto Nuevo, en el barrio de Retiro, ciudad de Buenos Aires, Argentina.

## Historia
A comienzos del siglo XX el puerto de Buenos Aires era el Puerto Madero, terminado en 1897. Pero rápidamente las instalaciones del mismo y su sistema de diques interconectados resultaron insuficientes para los barcos que ingresaban a la ciudad.
Por ello, en 1911 comenzó la construcción de un nuevo puerto en la costa del barrio de Retiro, distribuido en dársenas, permitiendo así el ingreso de barcos de mayor tamaño. Este Puerto Nuevo fue terminado en 1928, y significó el relleno de la ribera del Río de la Plata, por lo cual quedaron amplios sectores de espacio libre que el Estado Nacional se reservó para fines futuros.
El primer edificio gubernamental en construirse en Puerto Nuevo fue, precisamente, el de Ferrocarriles del Estado (creada en 1909). La empresa estatal aún no contaba con una sede única, por lo cual el Poder Ejecutivo le cedió por decreto un terreno en el puerto, en 1929. Las obras del edificio estuvieron a cargo en un primer término de la Dirección General de Arquitectura del Estado, que también diseñó el proyecto, y la excavación comenzó a principios de 1930. En esta primera etapa, a la empresa constructora Arienti y Maisterra se le adjudicó las obras de excavación, y la construcción de las losas y vigas.
En junio de 1931 los trabajos fueron suspendidos, y la Administración General de los Ferrocarriles del Estado los retomó en noviembre de 1934, modificando antes el proyecto del edificio. La gestión estatal pretendió con este edificio, así como con el del Ministerio de Obras Públicas, demostrar que podía llevar adelante construcciones imponentes con plazos breves, rompiendo con el estigma de la lentitud burocrática.
Llegaron a dedicarse a la obra 1700 obreros. Los trabajos de mampostería, que se iniciaron en abril de 1935, también fueron realizados por Arienti y Maisterra. El edificio quedó cerrado, concluido, en junio. Sus 6 pisos fueron habilitados en enero de 1936.
Luego de la nacionalización de los ferrocarriles del año 1948 el edificio fue ocupado por la administración del Ferrocarril Belgrano, hasta el año 1993.

## Descripción

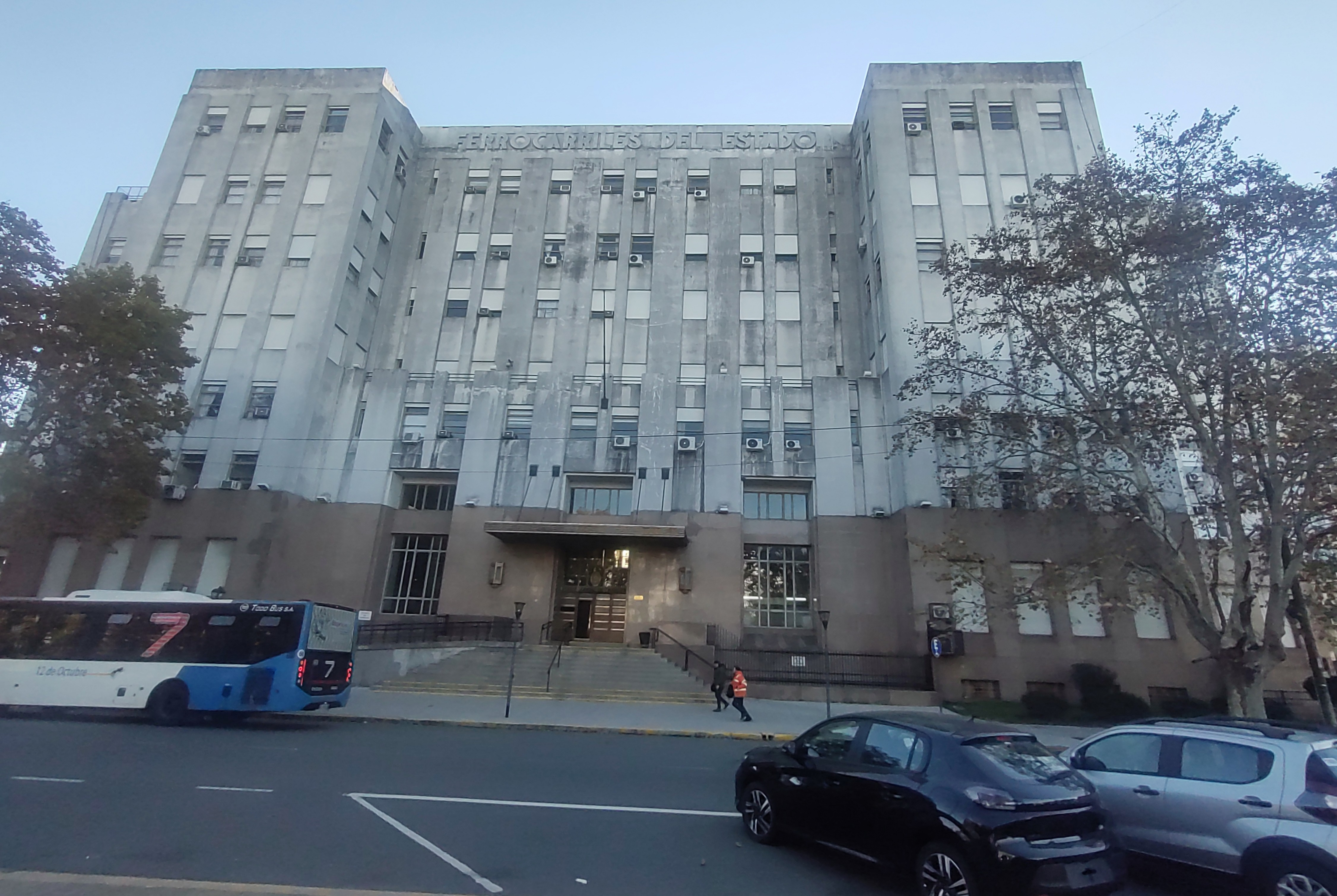
Vista actual, de frente

El edificio cuenta con dos sótanos, planta baja, entrepiso y 6 pisos altos. Está rodeado por jardines, y se accede a él por la Avenida de los Inmigrantes, un amplio boulevard. La entrada principal es a través de una escalinata de granito.
En el subsuelo se construyeron estacionamientos para 70 automóviles, se instaló el archivo y la imprenta. En la planta baja se ubicó el gran hall principal, con ventanales y paneles decorativos (del artista Rodolfo Franco). Hacia el frente posterior del edificio, se emplazó un patio abierto, con acceso a las dependencias del personal y dos entradas.
En el entrepiso y en un cuerpo separado se instalaron el comedor del personal y las cocinas. En el 3º piso se ubicaron la Administración y los jefes de los distintos departamentos, y hacia la parte trasera se dispuso una terraza.
A partir del 4º piso, la planta del edificio se reduce al cuerpo central y dos alas laterales, en forma de "U". Allí se instaló una sala de conferencias y una sala de proyecciones. En los pisos 5º y 6º se ubicaron salones para exposición de productos.

### Estructura

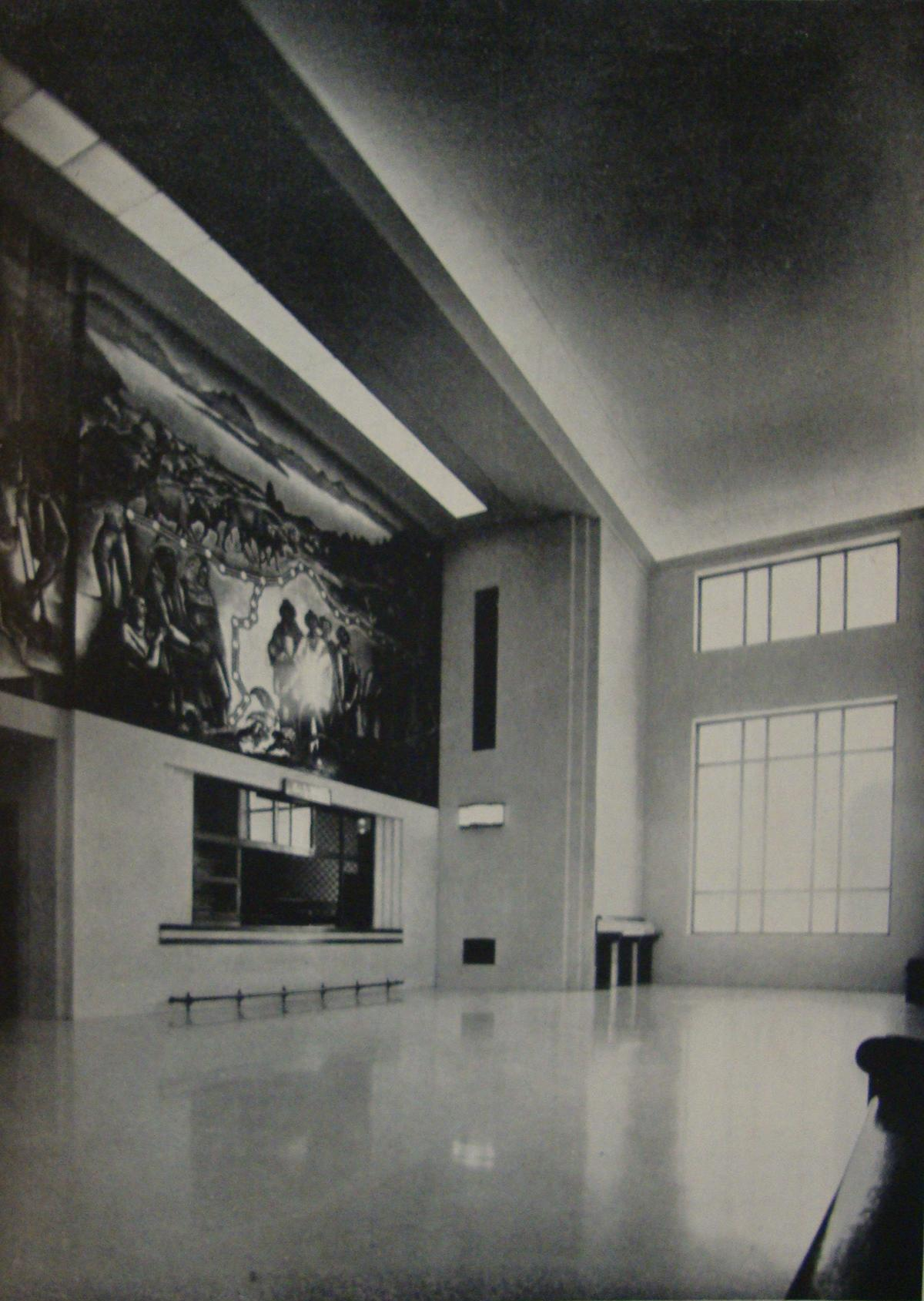
Gran hall y mural de Rodolfo Franco (1937)

Por encontrarse en un terreno realizado con relleno sobre los sedimentos del río, fue necesario fundar el edificio en una platea de hormigón armado a 10 metros bajo la superficie, con vigas invertidas sobre las cuales se apoyan las columnas.
Al momento de hacerse cargo de las obras, la Administración de Ferrocarriles del Estado decidió modificar el proyecto del edificio que había diseñado la Dirección General de Arquitectura, y por ello se demolieron 4210 m² de lozas de entrepiso y 275 m³ de vigas y columnas. Se construyeron en su lugar 1400 m² de entrepisos y 152 columnas.

### Revestimientos
La fachada del edificio fue recubierta hasta el 1º piso en 4500 m² de granito rosado de la provincia de San Luis. De allí para arriba, el edificio fue revocado en 20500 m² de Super Iggam. 
El zócalo del hall principal y de los palliers de los pisos 3º y 5º se revistieron con piedra romana de Len anacarada. Sus paredes se terminaron en símil piedra París y cemento. En el hall también se pusieron mosaicos de mármol reconstituido Chiampo.
Los peldaños de las escaleras se revistieron en mármol blanco de Quilpe, Departamento Cruz del Eje, provincia de Córdoba.
En el patio central, el piso fue realizado en mosaicos graníticos con claraboyas.
Los pisos de las galerías y pasillos en general, fueron revestidos en mosaicos. Los pisos de la administración y jefaturas de departamento, en parqué Versalles y enchapado en caoba. Otras maderas utilizadas en revestimiento de paredes y pisos fueron pinotea, cedro, peteribí, aliso y roble.